# Joey Bishop
Joey Bishop (nacido Joseph Abraham Gottlieb; Nueva York, 3 de febrero de 1918-Newport Beach, California; 17 de octubre de 2007) fue un conocido cómico estadounidense de los años 1960, cuando sus shows, tanto en el teatro como en la televisión, consiguieron un notable éxito. Sin embargo, su fama fue efímera, y una década más tarde ya se hallaba muy lejos de la primera línea de la escena pública.
En una encuesta realizada por Comedy Central, Joey Bishop ocupa el puesto #96 entre los 100 más grandes comediantes de la historia en la Estados Unidos. 
Bishop ha sido sobre todo recordado por su pertenencia al legendario grupo de amigos conocido como los Rat Pack, liderado por Frank Sinatra, y que incluía personajes ilustres como Dean Martin, Peter Lawford y Sammy Davis Jr.. Fue precisamente en colaboración con este grupo con quien consiguió sus mayores éxitos en diversos espectáculos en Las Vegas, o en filmes como Ocean's 11 y Sergeant 3.
En 1960 fue el maestro de ceremonias de la fiesta de celebración de la victoria presidencial de John F. Kennedy, también íntimo amigo de Sinatra. Bishop había conocido al célebre cantante a mediados de los años 1950, cuando este le propuso participar en su espectáculo en el club Riviera. Fue así como Bishop pasó a ser conocido como el cómico de Sinatra. Pese a todo, tuvo a menudo la sensación que no era considerado un verdadero miembro de los Rat Pack, sino más bien como un invitado.
Nacido en el barrio neoyorquino del Bronx, fue el quinto hijo de una familia de inmigrantes judíos procedentes de Europa del Este, Jacob y Anna. Cuando sólo tenía tres meses, sus padres decidieron trasladarse a Filadelfia, donde su padre abrió un negocio de bicicletas, que combinaba con diversos trabajos.
De niño ya demostró su talento para la comedia, pues disfrutaba haciendo imitaciones de Edward G. Robinson y Jimmy Durante. Después de abandonar prematuramente el instituto, formó una compañía musical y de comedia con dos amigos, los 'Bishop brothers'. El grupo consiguió el éxito suficiente como para trascender las fronteras de su ciudad, llegando a actuar en otras como Nueva York o Chicago.
Los hermanos rompieron al ser llamados a filas tras el estallido de la II Guerra Mundial. Bishop ascendió a sargento de infantería de un regimiento con base en Houston (Texas). Finalizada la guerra, actuó en solitario en diversos clubes de Nueva York, hasta que atrajo la atención de diversos productores televisivos.
En la década de 1960, Bishop consiguió tener su propio programa televisivo en la citada cadena, The Joey Bishop Show, que se convirtió en el espacio estrella de la emisora en 1961. El show fue cancelado en 1965, pero volvió a emitirse en 1967, en la rival ABC. A pesar de un buen inicio, no alcanzó el ambicioso objetivo de los directivos de la cadena: desbancar al mítico Tonight Show de Johnny Carson. En 1969 su audiencia cayó en picado y fue cancelado. A partir de entonces, sus apariciones en la televisión fueron esporádicas, y se dedicó solo a actuar en clubes y teatros.